# Krvežíznivé opice
Krvežíznivé opice (anglicky Blood Monkey) je koprodukční hororový film, který byl natočen v roce 2007 v Thajsku. Režisérem filmu je Robert Young a hlavní úlohy si zahráli F. Murray Abraham a Matt Ryan.

## Děj
Proslulý profesor antropologie Conrad Hamilton objevil hluboko v džungli nový druh primátů, který by mohl být chybějícím článkem v evolučním řetězi. Ale pokus o odchyt jednoho z lidoopů skončil tím, že byl profesorův tým popadnut a zabit primáty. Pouze sám Hamilton a jeho asistentka Chenne zůstali na živu. Tehdy pozval prof. Hamilton skupinu studentů ze své univerzity, aby se k němu přidali v terénní práci.

## Obsazení
| F. Murray Abraham     | Prof. Conrad Hamilton |
| Matt Ryan             | Seth Roland           |
| Prapimporn Karnchanda | Chenne                |
| Amy Manson            | Amy Armstrong         |
| Matt Reeves           | Greg Satch            |
| Laura Aikman          | Sydney Maas           |
| Sebastian Armesto     | Josh Dawson           |
| Freishia Bomanbehram  | Dani Sudeva           |